# 田中珠里
田中 珠里（たなか しゅり、1998年〈平成10年〉12月14日 - ）京都府出身。

## 略歴
2012年、オスカープロモーションが開催した『第13回全日本国民的美少女コンテスト』で応募総数10万2564名の中からファイナリストとなり、同コンテストのファイナリスト21名により結成された女性アイドルグループ「X21」のメンバーとして翌2013年1月にデビュー。2018年11月のグループ解散まで6年間にわたって活動する。
2017年8月16日にリリースした10thシングル『現実から逃げるから現実がツラいんだ』のカップリング曲では、メンバーが出身地別にチームEASTとチームWESTに別れ、楽曲「君と僕の夏」「アサガオ」をリリース。田中は、そのチームWESTのリーダーを務めた。同年10月12日、11thシングル以降のCD選抜メンバーを選定するために行ったX21内個人人気投票（ファンによる投票）にて、2位を獲得した。
X21在籍中に、2016年9月放送の『スペシャルドラマ 刑事 犬養隼人』（テレビ朝日）でテレビドラマに初出演。

## 出演

### テレビドラマ
- スペシャルドラマ 刑事 犬養隼人（2016年9月24日、ABC・テレビ朝日系） - 宮野みづほ 役
- 仮面ライダーエグゼイド 第20話（2017年2月26日、テレビ朝日） - 女子高生 役
- 孤独のグルメ Season6 第2話（2017年4月15日、テレビ東京） - アヤ 役
- マッサージ探偵ジョー 第2話（2017年4月15日、テレビ東京） - 島村奈々 役
- 過保護のカホコ 第2話（2017年7月19日、日本テレビ）
- 下北沢ダイハード 第9話「幽体離脱した男」（2017年9月16日、テレビ東京） - 劇団員・ミホ 役
- ふぞろい刑事（2017年12月21日、ABC・テレビ朝日系） - マスターの娘 役
- 越路吹雪物語 第22話 - 第34話（2018年2月6日 - 22日、テレビ朝日） - 上野悠子 役
- バイプレイヤーズ〜もしも名脇役がテレ東朝ドラで無人島生活したら〜 第4話（2018年2月28日、テレビ東京） - 劇中劇「しまっこさん」・島オスカー 役
- 恋のツキ 第8話（2018年9月14日、テレビ東京）
- だから私は推しました（2019年7月27日 - 9月14日、NHK総合） - 那須凛怜 役
- ハムラアキラ〜世界で最も不運な探偵〜 第5話 - 最終話（2020年2月21日 - 3月6日、NHK総合） - 滝沢美和 役
- 荒ぶる季節の乙女どもよ。（2020年9月9日 - 10月28日、MBS・TBS） - 本郷ひと葉 役[5]
- ホリミヤ（2021年2月16日 - 3月30日、MBS・TBS） - 村上優佳 役
- 探偵☆星鴨 第3話（2021年5月10日、日本テレビ） - 石崎舞 役
- 正体 第2話（2022年3月19日、WOWOW）
- 勝利の法廷式 第5話（2023年5月11日、読売テレビ・日本テレビ） - 橋垣世那 役

### ウェブドラマ
- 雑談会議「カップ焼きそばブランニューワールド!」（2017年1月27日、東京藝術大学大学院映像研究科） - 数子 役
- マヒルについて〜about a M〜（2019年2月1日、DMM.com） - インコのピーちゃん 役
- TUNAガール（2019年3月28日、ひかりTVチャンネル＋ / 大阪チャンネル） - 黒田晶 役
- 妖怪人間ベラ ～Episode0～（2020年8月 - 、Amazonプライム 他） - 副島かおる 役

### 映画
- ディスコーズハイ（2022年7月8日）
- 卍 リバース（2024年5月24日、アルバトロス・フィルム）[6]

### オリジナルビデオ
- 下町任侠伝 鷹 5・6・7（2022年9月25日） - 香椎陽子 役

### 舞台
- ドラキュラバー2018（2018年4月、萬劇場） - ペロエド白鳥ナターシャ 役
- BASARA（2022年1月13日 - 23日、シアターサンモール） - 主演・更紗 役

### テレビ番組
- 夢☆応援カンパニー（2015年、日経CNBC） - レギュラー
- 2016夏・高校野球埼玉大会チーム紹介（2016年7月 - 8月、J:COM） - 応援サポーター